# Val Lumiei
Val Lumiei (friülès Cjanâl di Lumiei) és una de les set valls de la Cjargne, una de les comarques de la província d'Udine (Friül). És travessada pel torrent Lumiei, que desemboca al llac de Sauris (977 m), on hi ha una central hidroelèctrica. A la vall s'hi troba el municipi de Sauris, amb les fraccions de Lateis, La Maina i Field.